# Ларін Каміль Шамільович
Каміль Шамільович Ларін (рос. Ками́ль Шами́льевич Ла́рин; 10 листопада 1966, Волгоград, Російська РФСР) — російський актор, учасник та один із засновників комічного театру Квартет І. Заслужений артист Республіки Татарстан.
Народився 10 листопада 1966 року в Волгоград.
Відомий за роллю електрика в спектаклях «День радіо», «День виборів» та однойменних фільмах.
Закінчив Волгоградський енергетичний технікум. У 1993 році закінчив естрадний факультет ГІТІСу (художній керівник курсу Володимир Сергійович Коровін). Під час навчання познайомився з Олександром Демидовим, Леонідом Барацем, Ростиславом Хаїтом і режисером Сергієм Петрейковим. В результаті утворився «Квартет І».
Був телеведучим програми «Вірю — не вірю» на каналі ТНТ у складі «Квартету І».

## Ролі в кіно
- 2004: Моя прекрасна няня — Леонід, дворецький (серія 95)
- 2006: Хто в домі господар? — Марат
- 2007: День виборів — Каміль Ренатович, технік апаратно-студійного комплексу
- 2008: День радіо — Каміль, технік апаратно-студійного комплексу
- 2008: Вольт — голуби Вінні, Бобі, Джоуї, Луї, Блейк, Том, Біллі та ін. (Російський дубляж)
- 2009: Синдром Фенікса — Анатолій Абдриков, колишній чоловік Тетяни
- 2010: Про що говорять чоловіки — Каміль
- 2010: Доктор Тирса — водій джипа (епізодична роль)
- 2011: Про що ще говорять чоловіки — Каміль
- 2011: Молодята — Антон, колега Льоші
- 2012: Дід Мороз завжди дзвонить тричі — сусід з 110-ї квартири
- 2012: Міцний шлюб — Олексій Мухін, чоловік Марини
- 2013: Швидше за кроликів — інспектор ДПС
- 2013: Упаковані — Сергій Камаєв, чоловік Маргарити
- 2014: Тітонька — сантехнік
- 2020: Розмовник